# Spitalul Clinic de Urgență București
Spitalul Clinic de Urgență București este primul spital de urgență din România, situat în prezent în Sectorul 1 al Municipiului București.
Spitalul a fost înființat la inițiativa profesorului Nicolae Minovici și a lui Constantin Deculescu, secretarul general al Ministerului Sănătății și Ocrotirilor Sociale, în 1934, din dorința de a avea un spital pregătit să preia la orice oră pacienții aduși de Societatea de Salvare, titulatura sub care funcționa în acea vreme serviciul de ambulanță al Bucureștiului. 
În clădirea actuală din Calea Floreasca, Spitalul de Urgență funcționează din anul 1949. Spitalul este și un centru cu tradiție în învățământul universitar și postuniversitar.

## Istoric
În anul 1906 Nicolae Minovici înființează primul serviciu public de ambulanță din România, Societatea de Salvare. La scurt după înființarea serviciului, Nicolae Minovici realizează că sistemul de sănătate românesc are nevoie de un spital specific care să fie pregătit astfel încât să poată prelua pacienții aduși de ambulanțele serviciului public.

Bustul lui Nicolae Minovici, amplasat în incinta spitalului

În data de 6 octombrie 1933, prin decizia Ministerului Sănătății nr. 68920, publicată în 31 octombrie 1933 în Monitorul Oficial nr. 251, spitalul de urgență este înființat de drept, coordonatorul acestui nucleu nou creat fiind medicul Iacob Iacobovici. Spitalul își începe funcționarea efectivă din decembrie 1933, iar inaugurarea oficială, în prezența oficialităților statului, are loc abia în 5 mai 1934.
Situat inițial pe malul Dâmboviței, spitalul a fost finanțat din fondurile personale ale lui Nicolae Minovici (ipotecarea casei personale), permitea îngrijirea tuturor bolnavilor indiferent de posibilitatea de a plăti serviciile medicale și avea o secție de chirurgie cu 60 de paturi. În același an a fost înființată în spital și o secție de toxicologie.

Aspect interior în prezent

La 24 august 1944, clădirea spitalului de pe malul Dâmboviței a fost distrusă de bombardamentele aviației germane. Spitalul a fost mutat în clădirea Sanatoriului Antoniu, aici fiind adăugate noi secții de terapie intensivă, toxicologie și arși. În această perioadă spitalul avea 150 de paturi.
În anul 1949, spitalul s-a mutat într-o nouă locație, păstrată până în prezent, pe Calea Floreasca. La acea vreme, spitalului i s-au adăugat noi secții medicale, secția de terapie intensivă, ortopedie și boli interne. Numărul paturilor a crescut, ajungând la 400.
Odată cu dezvoltarea Bucureștiului și cu creșterea populației capitalei, vechea clădire a spitalului s-a dovedit a fi insuficientă, astfel că în 1960 a fost adăugat un nou corp de clădire cu 7 etaje. În noua clădire a fost înființată o clinică de chirurgie, formată din 3 secții, o secție de terapie intensivă și un departament de gardă. În anul 1969 spitalul a ajuns la 600 de paturi.
În anul 1992, au avut loc o reorganizare a secțiilor spitalului și înființarea unor noi secții, pentru a satisface cererea tot mai mare și diversă de afecțiuni întâlnite în cazurile de urgență. Atunci au fost înființate o secție distinctă de chirurgie, cu o unitate de terapie intensivă coronariană, o secție de neurochirugie, una de chirurgie plastică și reconstructivă și altele de chirurgie vasculară și cardiacă. Tot atunci prin eforturile directorului spitalului din acea vreme, dr. Alexandru Bucur, a fost dezvoltată secția de toxicologie și s-a creat una nouă, de gastroenterologie. 
La nivelul anului 2006, spitalul dispunea de 760 de paturi.

## Premiere ale spitalului
În 2005 a fost achiziționat un robot în valoare de 2 milioane euro. Dispozitivul era comandat de la distanță de un doctor și permitea efectuarea unor intervenții chirurgicale mult mai eficiente și mai puțin traumatizante pentru pacienți. În octombrie 2007, robotul a fost folosit pentru prima oară, aceasta fiind și o premieră pentru școală românească de medicină.

## Personalități medicale ale spitalului
- Constantin Enescu (1936-1939)
- Theodor Firică (1939)
- Andrei Firică (1970)
- Iacob Iacobovici
- Costache Enescu
- Ion Țurai
- O. Troiănescu
- Alexandru Bucur (1992)